# Río Mobile

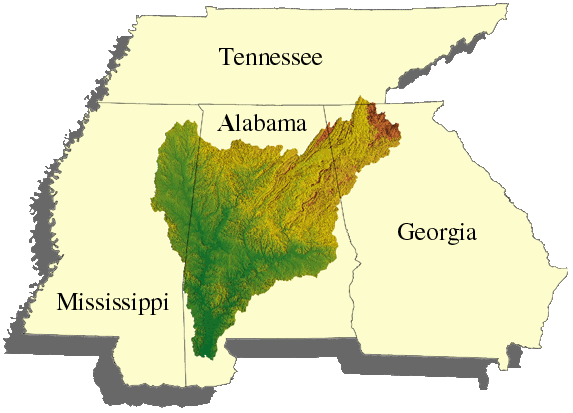
Cuenca del río Mobile.

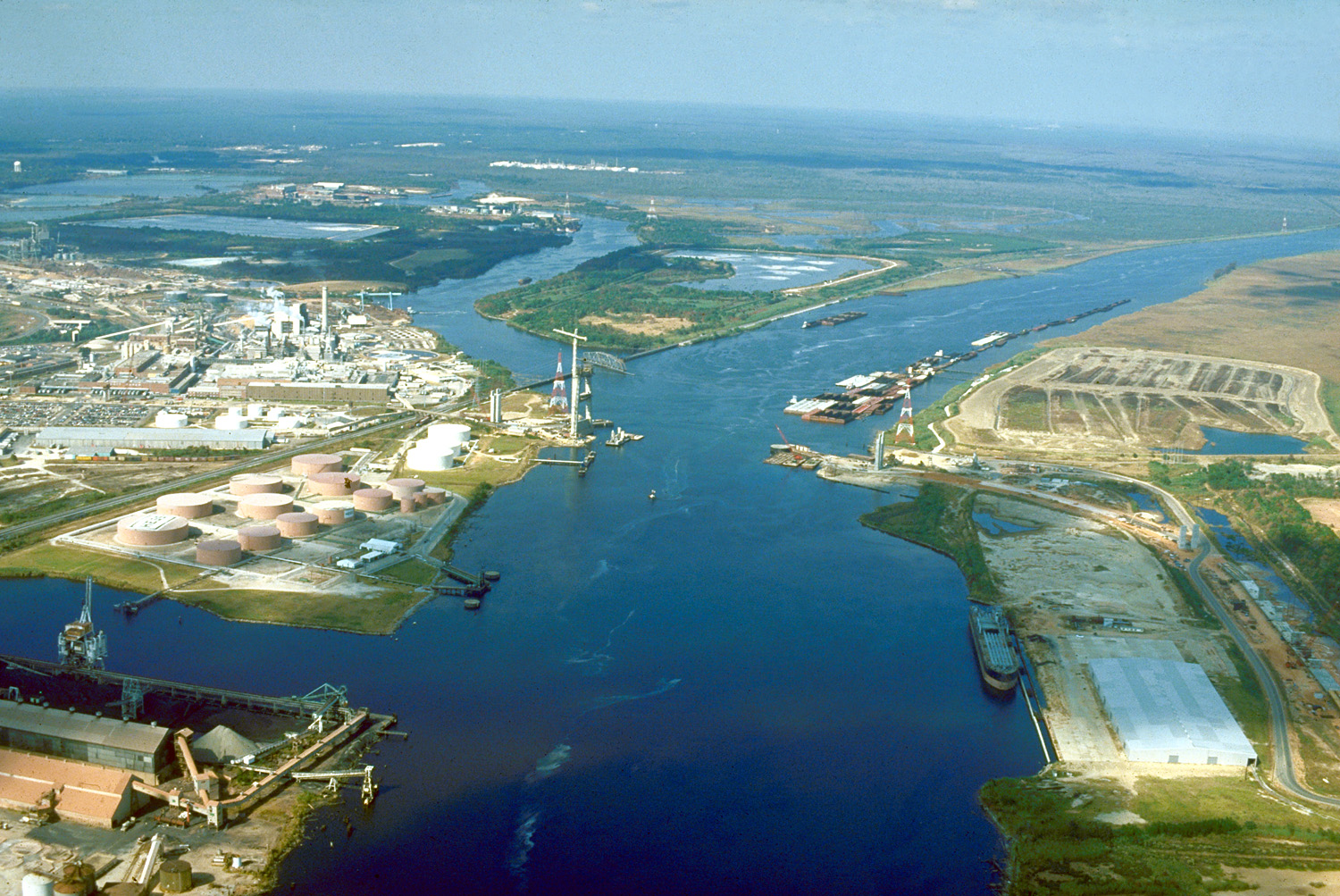
El río Mobile en la confluencia con el arroyo Chickasaw

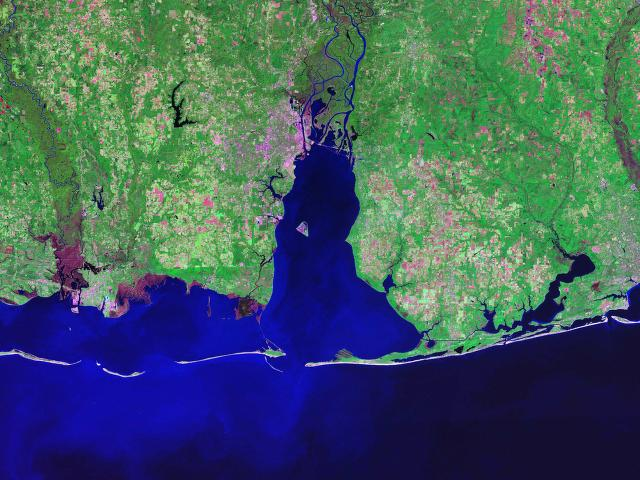
Fotografía del Programa Landsat con la bahía del Mobile en el centro

El río Mobile (en inglés Mobile River) es un río del sur de Estados Unidos que fluye por el estado de Alabama hasta desaguar en el golfo de México (océano Atlántico) en la ciudad homónima. Aunque tiene una longitud de solamente 72 km, con sus fuentes, el sistema Mobile-Alabama-Coosa alcanza los 1123 km y drena una cuenca de 115 000 km².

## Geografía
Se forma por la confluencia de los ríos Tombigbee y Alabama, a 80 km al norte de la ciudad de Mobile (198.915 hab.). Discurre en dirección sur, en un curso muy sinuoso. Aproximadamente 10 km aguas abajo de la confluencia, el cauce del río se divide en dos, con el Mobile fluyendo en la parte occidental y el río Tensaw (56 km), un bayou (antiguo brazo) del río Mobile, en la oriental, separados entre 3 a 8 km. El río Mobile desagua en la homónima bahía Mobile, al este de Mobile. 
Drena un área de 115.000 km², casi toda de Alabama, aunque también comprende parte de Misisipi, Georgia y Tennessee. Su cuenca hidrográfica es la cuarta mayor de ríos primarios de los Estados Unidos. El río ha proporcionado históricamente el principal acceso para la navegación del estado de Alabama. Desde la construcción de la vía fluvial Tennessee-Tombigbee (377 km) (Tennessee-Tombigbee Waterway) también ofrece una ruta alternativa para acceder a la cuenca del río Ohio.

### Cruces
El río es atravesado por varias vías de comunicación (rodadas y ferrocarril) y hay propuestas para construir un nuevo puente de la Interestatal 10 sobre el río, que se han debatido desde hace varios años. En la actualidad, el Departamento de Transporte de Alabama está llevando a cabo un estudio de impacto ambiental para este cruce y la ampliación de la Jubilee Parkway, el largo viaducto por el que discurre la Interestatal 10 sobre la bahía Mobile. La ubicación del nuevo puente está siendo muy debatida, con propuestas para impulsar un cruce al sur de los actuales túneles, mientras que otros se oponen a cualquier localización al sur del puente Cochrane-Africatown.
| Imagen | Cruces                         | Vía                         | Localización | Longitud total | Año     | Coordenadas                                 |
| ------ | ------------------------------ | --------------------------- | ------------ | -------------- | ------- | ------------------------------------------- |
|        | Túnel George Wallace           | Interestatal 10             | Mobile       | -              | 1969-73 | 30°41′24″N 88°02′08″O / 30.69000, -88.03556 |
|        | Túnel Bankhead                 | U.S. Route 90 U.S. Route 98 | Mobile       | 1.033 m        | 1938-42 | 30°41′30″N 88°02′09″O / 30.69167, -88.03583 |
|        | Puente Cochrane-Africatown USA | U.S. Route 90 U.S. Route 98 | Mobile       | 2.222 m        | 1991    | 30°44′00″N 88°02′34″O / 30.73333, -88.04278 |
|        | Puente 14-Mile (ferrocarril)   | CSX Transportation          | -            | -              | -       |                                             |
|        | Puente General W.K. Wilson Jr. | Interestatal 65             |              |                | 1978    | 30°54′51″N 87°57′48″O / 30.91417, -87.96333 |